# Gangneung
Gangneung is een stad in de Zuid-Koreaanse provincie Gangwon-do. De stad telt 216.000 inwoners en ligt in het noordoosten van het land.
Tijdens de Olympische Winterspelen 2018 werden alle indooronderdelen (curling, ijshockey, kunstrijden, langebaanschaatsen en shorttrack) in Gangneung gehouden.

## Bestuurlijke indeling
- Jumunjin-eup (주문진읍)
- Sungsan-myeon (성산면)
- Wangsan-myeon (왕산면)
- Gujung-myeon (구정면)
- Gangdong-myeon (강동면)
- Okgye-myeon (옥계면)
- Sachun-myeon (사천면)
- Yungok-myeon (연곡면)
- Hongje-dong (홍제동)
- Jungang-dong (중앙동)
- Okchun-dong (옥천동)
- Gyo 1-dong (교1동)
- Gyo 2-dong (교2동)
- Ponam 1-dong (포남1동)
- Ponam 2-dong (포남2동)
- Chodang-dong (초당동)
- Songjung-dong (송정동)
- Naegok-dong (내곡동)
- Gangnam-dong (강남동)
- Sungduk-dong (성덕동)
- Gyungpo-dong (경포동)

## Partnersteden
- Gangseo-gu, Zuid-Korea
- Seo-gu, Zuid-Korea
- Bucheon, Zuid-Korea
- Buk-gu, Zuid-Korea
- Seocho-gu, Zuid-Korea
- Chichibu, Japan
- Jiaxing, China
- Chattanooga, Verenigde Staten

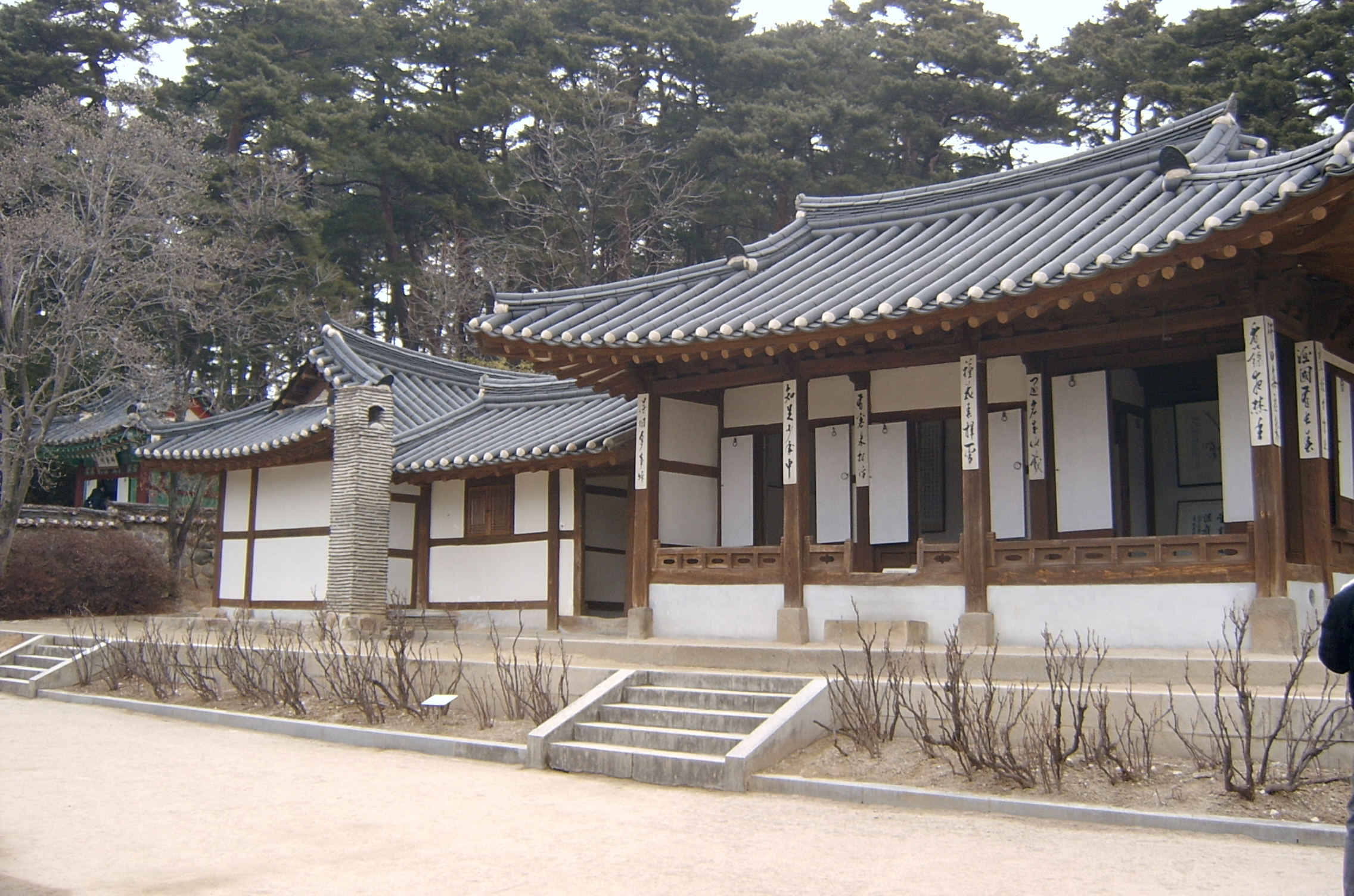

- Jingzhou, China
- Irkoetsk, Rusland